# Championnat du monde des voitures de sport 1988
Navigation
Édition précédente Édition suivante
Le Championnat du monde des voitures de sport 1988 est la 36e saison du Championnat du monde des voitures de sport (WSC) FIA. Il est réservé pour les voitures du Groupe C classées en deux catégories : C1 et C2. La catégorie GTP est invitée et permet aux voitures spécifiques IMSA de prendre part à ce championnat qui s'est couru du 6 mars 1988 au 20 novembre 1988, comprenant onze courses (neuf en Europe, une en Australie et une au Japon).

## Calendrier
| Manche | Course                                | Circuit                      | Participants | Date          |
| ------ | ------------------------------------- | ---------------------------- | ------------ | ------------- |
| 1      | 800 km de Jerez                       | Circuit de Jerez             | 24           | 6 mars        |
| 2      | 360 km de Jarama - Supersprint Jarama | Circuit permanent du Jarama  | 24           | 13 mars       |
| 3      | 1 000 km de Monza                     | Autodromo Nazionale di Monza | 26           | 10 avril      |
| 4      | 1 000 km de Silverstone - Autosport   | Circuit de Silverstone       | 27           | 8 mai         |
| 5      | 24 Heures du Mans                     | Le Mans                      | 49           | 11 au 12 juin |
| 6      | 360 km de Brno - Grand Prix ÈSSR      | Autodrom Brno                | 17           | 10 juillet    |
| 7      | 1 000 km de Brands Hatch              | Circuit de Brands Hatch      | 23           | 24 juillet    |
| 8      | 1 000 km du Nürburgring ADAC          | Nürburgring                  | 30           | 4 septembre   |
| 9      | 1 000 km de Spa                       | Circuit de Spa-Francorchamps | 27           | 18 septembre  |
| 10     | 1 000 km de Fuji                      | Fuji Speedway                | 35           | 9 octobre     |
| 11     | 360 km de Sandown Park                | Sandown Park                 | 18           | 20 novembre   |

## Résultats de la saison

### Attribution des points
Les points sont distribués aux dix premiers de chaque course dans l'ordre d'arrivée suivant la distance de la course :
- Course de 24 heures : 60-45-36-30-24-18-12-9-6-3
- Course de 800 km et 1 000 km : 40-30-24-20-16-12-8-6-4-2
- Course de 360 km : 20-15-12-10-8-6-4-3-2-1

Toutefois :
- Les pilotes qui ne conduisent pas la voiture dans un certain pourcentage de tours dans une course n'ont pas droit aux points.
- Les constructeurs ne reçoivent les points que de leur voiture la mieux classée, les autres voitures du même constructeur ne marquant aucun point, cependant les points sont attribués aux pilotes de ces voitures.
- Le pilote et les équipes ne marquent pas de points s'ils n'accomplissent pas 90 % de la distance du vainqueur.

### Courses
| Manche | Circuit           | Équipe vainqueur C1                          | Équipe vainqueur C2                     | Résultats |
| Manche | Circuit           | Pilote vainqueur C1                          | Pilote vainqueur C2                     | Résultats |
| ------ | ----------------- | -------------------------------------------- | --------------------------------------- | --------- |
| 1      | Jerez             | Team Sauber Mercedes                         | Spice Engineering                       | Résultats |
| 1      | Jerez             | Jean-Louis Schlesser Mauro Baldi Jochen Mass | Gordon Spice Ray Bellm                  | Résultats |
| 2      | Jarama            | Silk Cut Jaguar                              | Spice Engineering                       | Résultats |
| 2      | Jarama            | Eddie Cheever Martin Brundle                 | Gordon Spice Ray Bellm                  | Résultats |
| 3      | Monza             | Silk Cut Jaguar                              | Spice Engineering                       | Résultats |
| 3      | Monza             | Eddie Cheever Martin Brundle                 | Gordon Spice Ray Bellm                  | Résultats |
| 4      | Silverstone       | Silk Cut Jaguar                              | Spice Engineering                       | Résultats |
| 4      | Silverstone       | Eddie Cheever Martin Brundle                 | Almo Coppelli Thorkild Thyrring         | Résultats |
| 5      | Le Mans           | Silk Cut Jaguar                              | Spice Engineering                       | Résultats |
| 5      | Le Mans           | Andy Wallace Johnny Dumfries Jan Lammers     | Gordon Spice Ray Bellm Pierre de Thoisy | Résultats |
| 6      | Brno              | Team Sauber Mercedes                         | Spice Engineering                       | Résultats |
| 6      | Brno              | Jean-Louis Schlesser Jochen Mass             | Gordon Spice Ray Bellm                  | Résultats |
| 7      | Brands Hatch      | Silk Cut Jaguar                              | Spice Engineering                       | Résultats |
| 7      | Brands Hatch      | Andy Wallace Martin Brundle John Nielsen     | Gordon Spice Ray Bellm                  | Résultats |
| 8      | Nürburgring       | Team Sauber Mercedes                         | Kelmar Racing Team                      | Résultats |
| 8      | Nürburgring       | Jean-Louis Schlesser Jochen Mass             | Vito Veninata Pasquale Barberio         | Résultats |
| 9      | Spa-Francorchamps | Team Sauber Mercedes                         | Spice Engineering                       | Résultats |
| 9      | Spa-Francorchamps | Mauro Baldi Stefan Johansson                 | Almo Coppelli Thorkild Thyrring         | Résultats |
| 10     | Fuji              | Silk Cut Jaguar                              | Spice Engineering                       | Résultats |
| 10     | Fuji              | Eddie Cheever Martin Brundle John Nielsen    | Eliseo Salazar Thorkild Thyrring        | Résultats |
| 11     | Sandown           | Team Sauber Mercedes                         | Spice Engineering                       | Résultats |
| 11     | Sandown           | Jean-Louis Schlesser Jochen Mass             | Gordon Spice Ray Bellm                  | Résultats |

### Championnat du monde des écuries
Il y a deux classements, un premier pour toutes les catégories et un deuxième pour la catégorie C2 uniquement.

#### Classement toutes catégories C1-C2-GTP
| Pos | Écurie                     | Châssis                             | JER | JAR | MON | SIL | LMS | BRN | BHC | NÜR | SPA | FUJ | SAN | Total |
| --- | -------------------------- | ----------------------------------- | --- | --- | --- | --- | --- | --- | --- | --- | --- | --- | --- | ----- |
| 1   | Silk Cut Jaguar            | Jaguar XJR-9                        | 30  | 20  | 40  | 40  | 60  | 15  | 40  | 30  | 30  | 40  | 12  | 357   |
| 2   | Team Sauber Mercedes       | Sauber C9                           | 40  | 15  | 30  | 30  |     | 20  | 24  | 40  | 40  | 16  | 20  | 275   |
| 3   | Joest Racing               | Porsche 962C                        | 24  | 3   | 20  | 20  | 36  | 8   | 30  | 24  |     | 24  |     | 189   |
| 4   | Brun Motorsport            | Porsche 962C                        | 12  | 10  | 24  |     | 12  |     |     | 16  | 20  |     |     | 94    |
| 5   | Spice Engineering          | Spice SE88C                         | 8   | 4   | 6   | 12  |     | 4   | 20  |     | 16  |     | 8   | 78    |
| 6   | Porsche AG                 | Porsche 962C                        |     |     |     |     | 45  |     |     |     |     | 30  |     | 75    |
| 7   | Swiss Team Salamin         | Porsche 962C                        | 4   |     | 4   | 8   |     | 2   | 8   | 4   | 8   |     |     | 38    |
| 8   | Porsche Kremer Racing      | Porsche 962C Porsche 962CK6         |     | 8   | 12  |     | 9   |     |     | 2   |     |     |     | 31    |
| 9   | Richard Lloyd Racing       | Porsche 962C GTi                    | 20  |     |     |     |     |     |     | 8   |     |     |     | 28    |
| 10  | From-A Racing              | Porsche 962C                        |     |     |     |     |     |     |     |     |     | 20  |     | 20    |
| 11  | GP Motorsport              | Spice SE87C                         | 6   |     |     |     |     |     | 12  |     |     |     |     | 18    |
| 12  | Chamberlain Engineering    | Spice SE86C Spice SE88C             | 2   | 1   |     |     |     | 1   | 6   |     | 4   |     | 2   | 16    |
| 13  | Team Davey                 | Tiga GC88 Porsche 962C              |     |     |     |     |     |     |     |     | 6   |     | 6   | 12    |
| 14  | Kelmar Racing Tiga         | Tiga GC85 Tiga GC288                |     |     |     | 2   |     |     | 4   |     |     |     | 3   | 9     |
| 15  | Primagaz Competition       | Cougar C20B Porsche 962C Cougar C12 |     |     | 8   |     |     |     |     |     |     |     |     | 8     |
| 16= | ADA Engineering            | ADA 03                              |     |     |     |     |     |     |     |     |     |     | 4   | 4     |
| 16= | Mazdaspeed                 | Mazda 757 Mazda 767                 |     |     |     | 4   |     |     |     |     |     |     |     | 4     |
| 18  | Team Lucky Strike Schanche | Argo JM19C                          |     |     |     |     |     |     | 2   |     | 2   |     |     | 4     |
| 19  | Schuppan Racing Team       | Porsche 962C                        |     |     |     |     | 3   |     |     |     |     |     |     | 3     |
| 20  | Walter Maurer Racing       | Lotec C87                           |     |     |     |     |     |     |     |     |     |     | 1   | 1     |

| Couleur | Résultat                     |
| ------- | ---------------------------- |
| Or      | Vainqueur                    |
| Argent  | 2e place                     |
| Bronze  | 3e place                     |
| Vert    | Terminé, dans les points     |
| Bleu    | Terminé, pas dans les points |
| Violet  | Abandon (Ab.) ou (Ret)       |
| Violet  | Non classé (NC)              |
| Rouge   | Pas qualifié (DNQ)           |
| Noir    | Disqualifié (DSQ)            |
| Blanc   | Pas au départ (DNS)          |
| Blanc   | Forfait (WD)                 |
| Blanc   | N'a pas participé (DNP)      |
| Blanc   | Blessé (INJ)                 |
| Blanc   | Exclu (EX)                   |
| Blanc   | Course annulée (C)           |

#### Classement catégorie C2
| Pos | Écurie                      | Châssis                 | JER | JAR | MON | SIL | LMS | BRN | BHC | NÜR | SPA | FUJ | SAN | Total |
| --- | --------------------------- | ----------------------- | --- | --- | --- | --- | --- | --- | --- | --- | --- | --- | --- | ----- |
| 1   | Spice Engineering           | Spice SE88C             | 40  | 20  | 40  | 40  | 60  | 20  | 40  | 30  | 40  | 40  | 20  | 390   |
| 2   | Chamberlain Engineering     | Spice SE86C Spice SE88C | 24  | 15  | 24  | 16  |     | 12  | 20  | 24  | 24  | 16  | 10  | 185   |
| 3   | Kelmar Racing Tiga          | Tiga GC85 Tiga GC288    | 12  | 8   |     | 24  |     | 10  | 16  | 40  | 8   | 24  | 12  | 154   |
| 4   | GP Motorsport               | Spice SE87C             | 30  |     |     |     |     |     | 24  | 16  |     | 30  |     | 100   |
| 5   | Charles Ivey Racing         | Tiga GC287              | 16  |     |     | 20  | 36  |     | 6   |     |     |     |     | 78    |
| 6   | ADA Engineering             | ADA 03                  |     | 6   |     |     | 45  |     |     |     |     |     | 15  | 72    |
| 7   | Team Lucky Strike Schanche  | Argo JM19C              | 20  | 3   |     |     | 12  |     | 12  |     | 20  |     |     | 67    |
| 8   | PC Automotive               | Argo JM19C              |     |     |     | 12  |     |     | 8   | 20  | 16  |     |     | 56    |
| 9   | Roy Baker Racing            | Tiga GC286              |     |     |     | 8   | 18  | 8   |     | 12  |     |     |     | 46    |
| 10  | MT Sport Racing             | Argo JM19C              |     |     |     |     | 30  |     |     |     | 6   |     |     | 36    |
| 11  | Automobiles Louis Descartes | ALD 03 ALD 04           |     |     |     | 6   | 24  |     |     |     |     |     | 6   | 30    |

| Couleur | Résultat                     |
| ------- | ---------------------------- |
| Or      | Vainqueur                    |
| Argent  | 2e place                     |
| Bronze  | 3e place                     |
| Vert    | Terminé, dans les points     |
| Bleu    | Terminé, pas dans les points |
| Violet  | Abandon (Ab.) ou (Ret)       |
| Violet  | Non classé (NC)              |
| Rouge   | Pas qualifié (DNQ)           |
| Noir    | Disqualifié (DSQ)            |
| Blanc   | Pas au départ (DNS)          |
| Blanc   | Forfait (WD)                 |
| Blanc   | N'a pas participé (DNP)      |
| Blanc   | Blessé (INJ)                 |
| Blanc   | Exclu (EX)                   |
| Blanc   | Course annulée (C)           |

### Championnat du monde des pilotes
Il y a deux classements, un premier pour toutes les catégories et un deuxième pour la catégorie C2 uniquement. Seuls les sept meilleurs résultats sont pris en compte.

#### Classement toutes catégories C1-C2-GTP
| Pos | Pilote               | Écurie                 | JER | JAR | MON | SIL | LMS | BRN | BHC | NÜR | SPA | FUJ | SAN | Total |
| --- | -------------------- | ---------------------- | --- | --- | --- | --- | --- | --- | --- | --- | --- | --- | --- | ----- |
| 1   | Martin Brundle       | Silk Cut Jaguar        | Ab. | 1   | 1   | 1   | Ab. | (2) | 1   | 2   | 2   | 1   | (3) | 240   |
| 2   | Jean-Louis Schlesser | Team Sauber Mercedes   | 1   | (2) | 2   | 2   |     | 1   | 3   | 1   | 3   | (5) | (1) | 208   |
| 3   | Mauro Baldi          | Team Sauber Mercedes   | 1   | 2   | 2   | 3   | DNS | (4) | 3   | Ab. | 1   | Ab. | 2   | 188   |
| 4   | Eddie Cheever        | Silk Cut Jaguar        | Ab. | 1   | 1   | 1   |     |     |     | 2   | Ab. | 1   | 3   | 182   |
| 5   | Jochen Mass          | Team Sauber Mercedes   | 1   |     | 2   | 2   | DNS | 1   | Ab. | 1   | 3   | 5   | 1   | 180   |
| 6   | Klaus Ludwig         | Blaupunkt Joest Racing | 3   | Ab. | 5   |     |     |     | 2   |     |     |     |     | 145   |
| 6   | Klaus Ludwig         | Porsche AG             |     |     |     |     | 2   |     |     |     |     | 2   |     | 145   |
| 7   | John Winter          | Blaupunkt Joest Racing | 5   | (8) | 4   | 5   | 3   | 5   | Ab. | 4   | Ab. | 3   |     | 140   |
| 8   | Frank Jelinski       | Blaupunkt Joest Racing | 5   | 8   | 4   | 5   | 3   |     | Ab. | 4   | Ab. | 3   |     | 135   |
| 9   | Bob Wollek           | Blaupunkt Joest Racing | 3   | Ab. | 5   | 4   |     | 5   | 2   | 3   | Ab. | Ab. |     | 122   |
| 9   | Bob Wollek           | Porsche AG             |     |     |     |     | Ab. |     |     |     |     |     |     | 122   |
| 10  | Jan Lammers          | Silk Cut Jaguar        | Ab. | Ab. | Ab. | Ab. | 1   | 3   | Ab. | 8   | 2   | Ab. | 4   | 118   |

| Couleur | Résultat                     |
| ------- | ---------------------------- |
| Or      | Vainqueur                    |
| Argent  | 2e place                     |
| Bronze  | 3e place                     |
| Vert    | Terminé, dans les points     |
| Bleu    | Terminé, pas dans les points |
| Violet  | Abandon (Ab.) ou (Ret)       |
| Violet  | Non classé (NC)              |
| Rouge   | Pas qualifié (DNQ)           |
| Noir    | Disqualifié (DSQ)            |
| Blanc   | Pas au départ (DNS)          |
| Blanc   | Forfait (WD)                 |
| Blanc   | N'a pas participé (DNP)      |
| Blanc   | Blessé (INJ)                 |
| Blanc   | Exclu (EX)                   |
| Blanc   | Course annulée (C)           |

#### Classement catégorie C2
| Pos | Pilote             | Écurie                         | JER | JAR | MON | SIL | LMS | BRN | BHC | NÜR | SPA | FUJ | SAN | Total |
| --- | ------------------ | ------------------------------ | --- | --- | --- | --- | --- | --- | --- | --- | --- | --- | --- | ----- |
| 1=  | Gordon Spice       | Spice Engineering              | 1   | 1   | 1   | 2   | 1   | (1) | 1   | Ab. | 2   | Ab. | (1) | 260   |
| 1=  | Ray Bellm          | Spice Engineering              | 1   | 1   | 1   | 2   | 1   | (1) | 1   | Ab. | 2   | Ab. | (1) | 260   |
| 3   | Thorkild Thyrring  | Chamberlain Engineering        | Ab. | (3) | 2   | 1   | Ab. | 2   | 2   | 2   | 1   | 1   | NC  | 225   |
| 4   | Almo Coppelli      | Spice Engineering              | Ab. | 3   | 2   | 1   | Ab. | 2   | 2   | 2   | 1   |     |     | 197   |
| 5   | Vito Veninata      | Kelmar Racing Tiga             | 7   | 5   | Ab. | 3   |     | 4   | 5   | 1   | (7) | 3   |     | 130   |
| 6=  | Claude Ballot-Léna | Chamberlain Engineering        | 3   | 2   | 3   | 5   | Ab. | DSQ | 4   | Ab. | 10  | Ab. | Ab. | 101   |
| 6=  | Jean-Louis Ricci   | Chamberlain Engineering        | 3   | 2   | 3   | 5   | Ab. | DSQ | 4   | Ab. | 10  | Ab. | Ab. | 101   |
| 8   | Costas Los         | GP Motorsport                  | 2   | Ab. | Ab. | Ab. | Ab. | Ab. | 3   | 5   | Ab. | 2   | Ab. | 100   |
| 9   | Pasquale Barberio  | Kelmar Racing Tiga             | 7   | 5   | Ab. | 3   |     | 4   |     | 1   | 7   |     |     | 98    |
| 10  | John Sheldon       | ADA Engineering                |     | 6   |     |     |     |     | Ab. |     |     |     |     | 74    |
| 10  | John Sheldon       | Charles Ivey Racing Team Istel |     |     |     |     | 3   |     |     |     |     |     |     | 74    |
| 10  | John Sheldon       | Roy Baker Racing               |     |     |     |     |     |     |     | 6   |     |     |     | 74    |
| 10  | John Sheldon       | Team Lucky Strike Schanche     |     |     |     |     |     |     |     |     | 4   |     |     | 74    |

| Couleur | Résultat                     |
| ------- | ---------------------------- |
| Or      | Vainqueur                    |
| Argent  | 2e place                     |
| Bronze  | 3e place                     |
| Vert    | Terminé, dans les points     |
| Bleu    | Terminé, pas dans les points |
| Violet  | Abandon (Ab.) ou (Ret)       |
| Violet  | Non classé (NC)              |
| Rouge   | Pas qualifié (DNQ)           |
| Noir    | Disqualifié (DSQ)            |
| Blanc   | Pas au départ (DNS)          |
| Blanc   | Forfait (WD)                 |
| Blanc   | N'a pas participé (DNP)      |
| Blanc   | Blessé (INJ)                 |
| Blanc   | Exclu (EX)                   |
| Blanc   | Course annulée (C)           |